# Bisokhar
Bisokhar is een census town in het district Ghaziabad van de Indiase staat Uttar Pradesh.

## Demografie
Volgens de Indiase volkstelling van 2001 wonen er 10.476 mensen in Bisokhar, waarvan 54% mannelijk en 46% vrouwelijk is. De plaats heeft een alfabetiseringsgraad van 54%.